# レッド計画

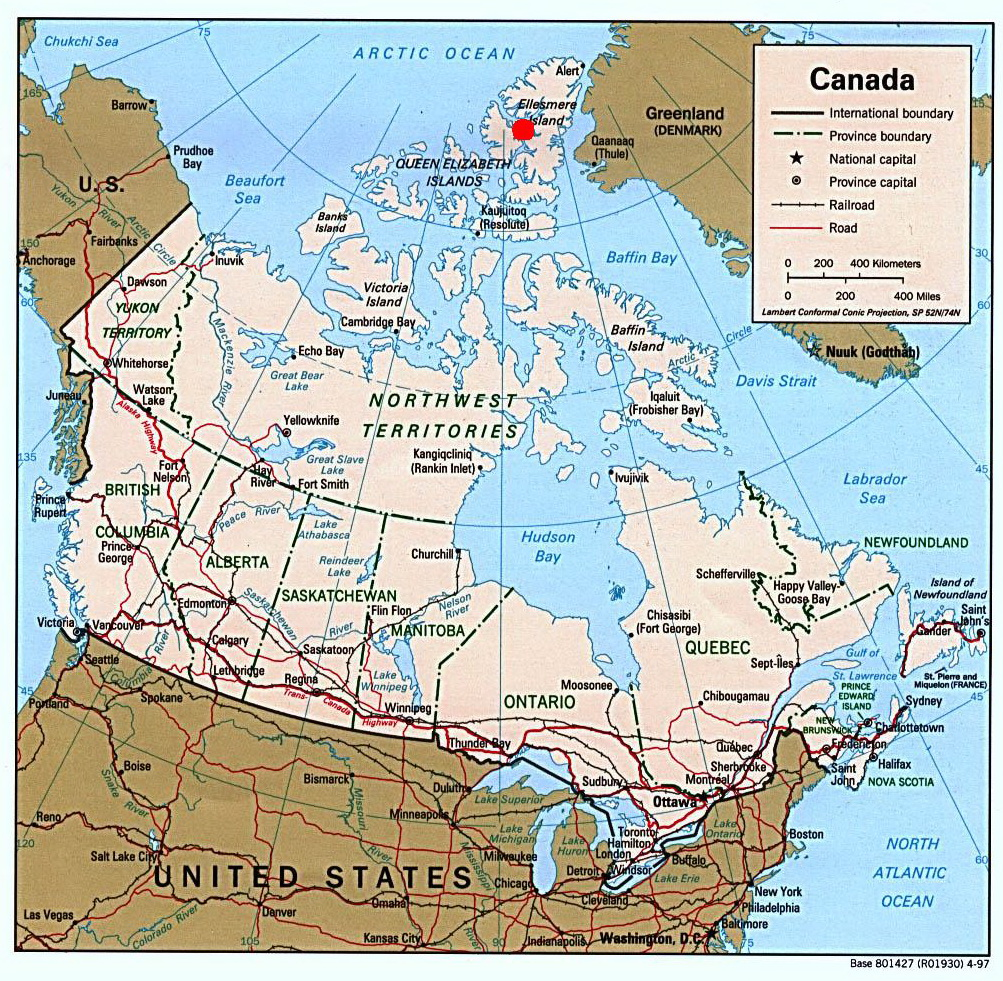
イギリスとアメリカの「次の戦争」の舞台、カナダの全図

レッド計画（レッドけいかく、War Plan Red）は、20世紀初頭にアメリカ合衆国が定めた、イギリス（大英帝国）との戦争に備えた作戦計画。イギリスを「赤」、アメリカを「青」と色分けし、万一米英間に戦争が起こった場合の作戦について軍部に研究させていた。この計画が1974年に機密解除されたときには、米英間戦争の主戦場と想定されていたカナダにおいて複雑な反応を引き起こした。

## 背景
この計画は、アメリカと利害が反する恐れのある国家全てに対して軍部に検討させた作戦計画（カラーコード戦争計画）の一つで、ほかにも日本（オレンジ）、ドイツ（黒）、フランス（金）、イタリア（銀）、メキシコ（緑）、フィリピン反乱（茶色）、アメリカ合衆国内戦（白）などの仮想敵国や潜在的脅威に対する計画も立てられていた。もし特定国に絞った戦争計画を立てていた場合は軍事色が強すぎてアメリカ国内の反発が起こるだろうことが予想されたため、レッド計画も含め、これらの計画の多くはシミュレーションの域を出ないものだった。
アメリカ陸軍はレッド計画を1920年代半ばから作成し1930年に原案を完成させたが、枢軸国の脅威が高まる1939年、大西洋・太平洋を越えて戦うための五つの計画からなる「レインボー・プラン」が作成されたことで色別計画は全て撤回され、レッド計画も日の目を見ないまま終わった。対枢軸国計画に流用されたオレンジ計画（対日）などに比べ、対英計画であるレッド計画の重要性は第一次大戦後の米英関係の深化によって薄れていたが、レッド計画は1930年代においてもたびたび改訂されていた。第二次大戦中も、イギリスが枢軸国に降伏した際に備え、カナダを始めとしたイギリス植民地・イギリス連邦諸国の軍隊を制圧する作戦が水面下で検討されていた。

## イギリス・カナダとの戦争の可能性
レッド計画では、アメリカとイギリスとの戦争は主に国際貿易・商業をめぐる覇権争いに端を発し、イギリスはライバル国家アメリカの経済を破壊するために侵略を行うと想定された（当時アメリカは中国など世界各地へ経済進出を行っていたものの、イギリスが帝国主義時代以来各地にもっていた利権との間で衝突が起こっていた）。具体的には北米大陸が戦場となり、特にイギリス連邦に加盟しているカナダとの国境での衝突が仮定された。アメリカ軍は、イギリスが対米戦争を仕掛けるにあたってカナダを理想的な拠点とみなすだろうと考えたため、カナダ国境の防衛、およびカナダへの逆侵攻が計画されている。この計画でイギリスは「赤」、カナダは「クリムゾン（深紅）」と呼ばれたほか、インドは「ルビー（真紅）」、オーストラリアは「スカーレット（緋色）」、ニュージーランドは「ガーネット（濃赤色）」と呼ばれた。1935年にはアメリカ軍はこの計画に基づき、米加国境の五大湖付近に民間飛行場を装った滑走路を三つ建設したほか、部隊をカナダの首都オタワの南にある国境へと移動させている。
計画が機密解除された1974年以降、この計画が明るみに出たことで、「クリムゾン」と呼称されアメリカ軍の第一攻撃目標になっていたカナダでは反発が広がり、米加関係に波風が立った。このレッド計画が実際に発動されることを意図して立てられたものかどうかについて、19世紀末までは米英戦争が再発することに現実味があったため、アメリカは本気でイギリスおよびカナダに戦争を仕掛けるつもりだったという議論もある。しかし20世紀に入り、英米関係および米加関係は改善に向かっていた。たとえば、ベネズエラとイギリス領ギアナ（現在のガイアナ）間の国境紛争（グアヤナエセキバ問題）の円満解決、中米（特にパナマ）に計画されていた運河の通航の自由を定めた英米間のヘイ・ポーンスフット条約（1901年）、五大湖などをめぐる国境紛争の解決を目指した米加間の国境水域条約（1909年、International Boundary Waters Treaty）とこれを基に成立した米加二国間の組織である国際共同委員会（International Joint Commission）、ワシントン海軍軍縮条約の成立などは、アメリカとカナダおよびアメリカとイギリスの関係を徐々に親密なものに変えている。
レッド計画は一般論が多く細部を欠き、米軍の計画立案者から見てもこの計画の優先度が低かったことが見て取れる。

## 計画概要
この戦争計画では、当時世界の海を支配していたイギリス海軍（赤国）の艦隊に対し、アメリカ海軍（青国）がどのように攻撃・防御を行うかについては細部まで詰めていない。計画は主に陸地、特にカナダ（深紅国）に焦点をあわせ、カナダの地理・軍事力・経済資源・輸送手段の詳細を記述しており、続いてイギリス軍の増強部隊がカナダに展開する前に、鍵となるカナダの港湾や鉄道路線を占領するためにとりうる作戦へと議論を進めていた。これらの作戦は、イギリスがアメリカ侵略のためにカナダの資源、港湾、航空基地を使うことを防ぐためのものだった。
レッド計画で議論されていた主な作戦地域は以下のとおりである。
- ノバスコシア州とニューブランズウィック州
  - 港湾都市ハリファックスに対し毒ガスを使用した先制第一撃を行ってこれを占領し、イギリス海軍がハリファックスの海軍基地を使用することを防ぐほか、ハリファックスを通る海底ケーブルを切断し、イギリスとカナダの連繋を絶つ。
  - この攻撃についていくつかの陸上作戦・海上作戦が検討され、結論として長い陸路を通ってハリファックスを攻撃するより、ハリファックス近くのセント・マーガレッツ湾という当時未開発の海岸に上陸するのがよいとされた。
  - ハリファックス占領に失敗した場合、アメリカ軍はニューブランズウィックに上陸して占領し、ノバスコシア半島をカナダの他の部分から分離することになっていた。

- ケベック州とセントローレンス川流域
  - モントリオールとケベック・シティを占領して、カナダの残部と大西洋側との連繋を絶ち、兵隊や資源の輸送ができないようにする。
  - アメリカのニューヨーク州北部からモントリオールへ、バーモント州からケベック・シティへの両ルートは研究の結果侵攻が容易とされ、さらに河口に近いケベック・シティのほうがより重要な攻略目標とされた。

- オンタリオ州と五大湖地域
  - この地域を占領することはカナダの産業の大半を管理下におくことであり、イギリス軍とカナダ軍がここからアメリカ中西部の産業中心地・五大湖地方を攻撃することを防ぐことにもなる。
  - この計画では、ニューヨーク州バッファロー市からナイアガラ川対岸へ、デトロイトからウィンザーへ渡りオンタリオ州内へ、スーセントマリーから鉱山都市サドバリーへと同時に侵攻を開始する戦略が提案された。また、五大湖の水上運送をアメリカ軍の管理下に置くことは、兵站を確保しカナダ侵略を続けるために死活的であると考えられた。

- ウィニペグ
  - ウィニペグの街はカナダの鉄道網の中央部に位置する結節点であり、国土の要であった。
  - この計画では、ノースダコタ州のグランドフォークスからウィニペグまでの侵攻路には大きな障害はないとされた。

- バンクーバーおよびビクトリア
  - バンクーバーもビクトリアもヨーロッパから遠い太平洋岸の港湾であるためその重要性は低いが、これらを占領することはイギリス海軍が海軍基地として利用することを妨げ、カナダを太平洋側から切り離すことになる。
  - バンクーバーはワシントン州北部の町ベリンガムから簡単に侵攻できる距離にあり、バンクーバー島にあるヴィクトリアはポートエンジェルスから海を渡って侵攻できる距離にある。
  - ブリティッシュコロンビア州北部の港プリンスルパートにはカナダを横断する鉄道が通っているが、バンクーバーが陥落すれば海上封鎖することができる。

## カナダ側の合衆国侵攻計画
一方、1920年代にカナダ軍の将校ジェームズ・S・ブラウン大佐（James "Buster" Sutherland Brown）は防衛計画一号（Defence Scheme No. 1）と呼ばれるアメリカ侵攻計画を立てていた。バスター・ブラウンは「攻撃は最良の防御」と考え、「空飛ぶ縦隊」（"flying air columns"）と呼んだ空中戦力と地上戦力でシアトル・ポートランド・ミネアポリス・オールバニなどを同時に奇襲攻撃して占領し、メイン州および、エリー湖両端のナイアガラ半島とデトロイト周辺の橋頭堡を水上攻撃する計画であった。この侵攻軍によって占領を継続する力はカナダにはなく、侵攻の目的はイギリス連邦の盟友であるイギリスなどから支援を受ける時間を作るためであった。この計画は現実的でないと非難され、1931年に撤回されている。